# Поташня (Бучанський район)
Пота́шня — село в Україні, у Бородянській селищній громаді Бучанського району Київської області. Населення складає 216 осіб.

## Історія
Хутір Поташня виник у 1860—1870-х роках. Станом на 1887 рік в хуторі мешкало 20 осіб, а 1900 року тут вже налічувалося 32 подвір'їв та проживало 195 осіб. Хутір належав Йосипу Адамовичу Шембеку. Жителі займалися лісорубством, випалюванням деревного вугілля (звідси й назва поселення) та 40 осіб працювало на лісопильному заводі того-ж таки Шембека.
14 листопада 1921 року, під час Листопадового рейду, через Поташню проходила Волинська група (командувач — Юрій Тютюнник) Армії Української Народної Республіки. Тут стався бій між Волинською групою та 2-ю бригадою 9-ї кавалерійської дивізії московських військ, що її переслідувала. Відбившись від нападу останньої, група продовжила похід.
З 1923 року село перебувало у складі Бородянського району Київської області.
12 червня 2020 року, відповідно до розпорядження Кабінету Міністрів України № 715-р «Про визначення адміністративних центрів та затвердження територій територіальних громад Київської області», село увійшло до складу Бородянської селищної громади.
17 липня 2020 року, в результаті адміністративно-територіальної реформи та ліквідації Бородянського району, село увійшло до складу новоутвореного Бучанського району.

## Населення

### Мова
Розподіл населення за рідною мовою за даними перепису 2001 року:
| Мова       | Кількість | Відсоток |
| ---------- | --------- | -------- |
| українська | 212       | 98.15%   |
| російська  | 4         | 1.85%    |
| Усього     | 216       | 100%     |